# Ямада, Мурасаки
Мурасаки Ямада (яп. やまだ 紫 Ямада Мурасаки), наст. имя Мицуко Сиратори (яп. 白取 三津子), в девичестве Ямада (яп. 山田) — японская феминистка, мангака и поэтесса. Она работала в журнале Garo. Фредерик Шодт рассматривал её работы, как особенно важные. Несмотря на культуру создания сёдзё-манги, работы Ямады имели феминистский уклон, что является редким явлением в женской манге. Ямада также оказала влияние на творчество Хикако Сугиуры и Ёко Кондо, своих бывших ассистенток.
Она дебютировала в журнале COM в 1969 году, пройдя предварительное обучение созданию манги. Её работы, созданные в литературном жанре I Novel, отмечались, как живописные. Она училась в Киотском университете на факультете манги.
В 1989 году она присутствовала в японском Доме Советников, как представитель политической организации Chikyū Club.
Она умерла в больнице Киото 5 мая 2009 года в возрасте 60 лет. Причина смерти не установлена.

## Работы
- Ai no Katachi (яп. 愛のかたち)
- Blue Sky
- Манга-адаптация Отогидзоси.
- Shōwaru-Neko
- Shin Kilali
- Yume no Maigo-tachi Les Enfants Reveurs